# Yanji
Yanji (Chinees: 延吉市; pinyin: Yánjí shì; Koreaans: 연길시; McCune-Reischauer: Yŏn'gil-si) is een stad met ongeveer 398.900 inwoners in het oosten van de provincie Jilin in China.

## Geografie
Yanji is de zetel van de autonome Koreaanse Prefectuur Yanbian. Yanji hoort bij de prefectuur Yanbian en ligt niet ver van Noord-Korea.
Het is de grootste stad in de wijde omtrek met verbindingen via Dunhua en Jiaohe naar Jilin; via Helong parallel met de grens van Noord-Korea naar Hunjiang en Tonghua; via Tumen en Hunchun naar de Stille Oceaan en naar het noorden via Wangqing en Ning'an naar Mudanjiang.

## Geschiedenis

### Chronologisch overzicht
- Onder de Qing-dynastie was het gebied rond het noordelijke gedeelte van de gebergte een verboden gebied dat het keizerrijk moest scheiden van Korea. Deze periode heeft ongeveer 200 jaar geduurd.
- Eind negentiende eeuw werd Korea getroffen door natuurrampen waardoor er toch mensen vanuit Korea naar China vluchtten. In 1881 heeft de regering van Qing het verbod opgeheven en er een grenspost ingesteld.
- 1902 werd de grenspost uitgebreid tot een bureau
- 1909 werd het bureau Yanji gepromoveerd tot een heuse afdeling.
- 1912 kreeg Yanji de status van prefectuur.
- Tijdens het regime van Mantsjoerije was Yanji de provinciehoofdstad van Jian Dao
- September 1952 kreeg Yanji de status van Koreaanse Autonome Prefectuur en later veranderd in autonome Shi
- Mei 1953 werd Yanji zelfstandig van Yanji Prefectuur en werd een Shi
- Januari 1985 werd Yanji benoemd als een van de grensopensteden.

Yanji is een stad met een sterk Koreaanse signatuur. Etnische Koreanen vormen met 58.4% (2005) een meerderheid in de stad. Dat heeft er in de praktijk toe geleid dat de verkeersborden en andere openbare teksten naast Chinese karakters ook een Koreaanse transcriptie krijgen.

## Infrastructuur
Yanji kent een regionale algemene universiteit die vooral georiënteerd is op het hoger onderwijs voor de etnische Koreanen. Voor Chinese studenten die Koreaans willen leren is de Yan Bian Universiteit een gewilde plaats om Koreaans te leren. Dankzij zijn perifere ligging in de noordwestelijke uiteinde van de gebergte Chang Bai Shan heeft Yanji binnenlandse luchtverbinding met Peking, Changchun, Shenyang en Dalian. Er is ook een internationale luchtverbinding met Zuid-Koreaanse stad Incheon.